# National Register of Historic Places in Alabama

Karte der Countys von Alabama und Verteilung der NRHP-Einträge

Diese Tabelle enthält alle Listen, in denen die Einträge in das National Register of Historic Places in den 67 Countys des US-amerikanischen Bundesstaates Alabama aufgeführt sind. Stand: 1. Dezember 2019.

## Anzahl der Objekte nach County
|       | \| \| County \| Liste der Einträge in das NRHP im County \| Anzahl \| \| ----- \| ---------- \| ---------------------------------------- \| ------- \| \| 1 \| Autauga \| NRHP-Einträge im Autauga County \| 5 \| \| 2 \| Baldwin \| NRHP-Einträge im Baldwin County \| 62 \| \| 3 \| Barbour \| NRHP-Einträge im Barbour County \| 19 \| \| 4 \| Bibb \| NRHP-Einträge im Bibb County \| 6 \| \| 5 \| Blount \| NRHP-Einträge im Blount County \| 5 \| \| 6 \| Bullock \| NRHP-Einträge im Bullock County \| 4 \| \| 7 \| Butler \| NRHP-Einträge im Butler County \| 31 \| \| 8 \| Calhoun \| NRHP-Einträge im Calhoun County \| 60 \| \| 9 \| Chambers \| NRHP-Einträge im Chambers County \| 10 \| \| 10 \| Cherokee \| NRHP-Einträge im Cherokee County \| 1 \| \| 11 \| Chilton \| NRHP-Einträge im Chilton County \| 3 \| \| 12 \| Choctaw \| NRHP-Einträge im Choctaw County \| 1 \| \| 13 \| Clarke \| NRHP-Einträge im Clarke County \| 21 \| \| 14 \| Clay \| NRHP-Einträge im Clay County \| 2 \| \| 15 \| Cleburne \| NRHP-Einträge im Cleburne County \| 4 \| \| 16 \| Coffee \| NRHP-Einträge im Coffee County \| 5 \| \| 17 \| Colbert \| NRHP-Einträge im Colbert County \| 30 \| \| 18 \| Conecuh \| NRHP-Einträge im Conecuh County \| 4 \| \| 19 \| Coosa \| NRHP-Einträge im Coosa County \| 1 \| \| 20 \| Covington \| NRHP-Einträge im Covington County \| 10 \| \| 21 \| Crenshaw \| NRHP-Einträge im Crenshaw County \| 3 \| \| 22 \| Cullman \| NRHP-Einträge im Cullman County \| 9 \| \| 23 \| Dale \| NRHP-Einträge im Dale County \| 4 \| \| 24 \| Dallas \| NRHP-Einträge im Dallas County \| 32 \| \| 25 \| DeKalb \| NRHP-Einträge im DeKalb County \| 12 \| \| 26 \| Elmore \| NRHP-Einträge im Elmore County \| 13 \| \| 27 \| Escambia \| NRHP-Einträge im Escambia County \| 2 \| \| 28 \| Etowah \| NRHP-Einträge im Etowah County \| 13 \| \| 29 \| Fayette \| NRHP-Einträge im Fayette County \| 3 \| \| 30 \| Franklin \| NRHP-Einträge im Franklin County \| 3 \| \| 31 \| Geneva \| keine NRHP-Einträge \| – \| \| 32 \| Greene \| NRHP-Einträge im Greene County \| 35 \| \| 33 \| Hale \| NRHP-Einträge im Hale County \| 20 \| \| 34 \| Henry \| NRHP-Einträge im Henry County \| 3 \| \| 35 \| Houston \| NRHP-Einträge im Houston County \| 9 \| \| 36 \| Jackson \| NRHP-Einträge im Jackson County \| 12 \| \| 37 \| Jefferson \| NRHP-Einträge im Jefferson County \| 170 \| \| 38 \| Lamar \| NRHP-Einträge im Lamar County \| 1 \| \| 39 \| Lauderdale \| NRHP-Einträge im Lauderdale County \| 33 \| \| 40 \| Lawrence \| NRHP-Einträge im Lawrence County \| 11 \| \| 41 \| Lee \| NRHP-Einträge im Lee County \| 26 \| \| 42 \| Limestone \| NRHP-Einträge im Limestone County \| 13 \| \| 43 \| Lowndes \| NRHP-Einträge im Lowndes County \| 4 \| \| 44 \| Macon \| NRHP-Einträge im Macon County \| 14 \| \| 45 \| Madison \| NRHP-Einträge im Madison County \| 85 \| \| 46 \| Marengo \| NRHP-Einträge im Marengo County \| 28 \| \| 47 \| Marion \| NRHP-Einträge im Marion County \| 2 \| \| 48 \| Marshall \| NRHP-Einträge im Marshall County \| 15 \| \| 49 \| Mobile \| NRHP-Einträge im Mobile County \| 137 \| \| 50 \| Monroe \| NRHP-Einträge im Monroe County \| 5 \| \| 51 \| Montgomery \| NRHP-Einträge im Montgomery County \| 64 \| \| 52 \| Morgan \| NRHP-Einträge im Morgan County \| 17 \| \| 53 \| Perry \| NRHP-Einträge im Perry County \| 18 \| \| 54 \| Pickens \| NRHP-Einträge im Pickens County \| 7 \| \| 55 \| Pike \| NRHP-Einträge im Pike County \| 2 \| \| 56 \| Randolph \| NRHP-Einträge im Randolph County \| 3 \| \| 57 \| Russell \| NRHP-Einträge im Russell County \| 24 \| \| 58 \| Shelby \| NRHP-Einträge im Shelby County \| 15 \| \| 59 \| St. Clair \| NRHP-Einträge im St. Clair County \| 10 \| \| 60 \| Sumter \| NRHP-Einträge im Sumter County \| 13 \| \| 61 \| Talladega \| NRHP-Einträge im Talladega County \| 24 \| \| 62 \| Tallapoosa \| NRHP-Einträge im Tallapoosa County \| 9 \| \| 63 \| Tuscaloosa \| NRHP-Einträge im Tuscaloosa County \| 38 \| \| 64 \| Walker \| NRHP-Einträge im Walker County \| 7 \| \| 65 \| Washington \| NRHP-Einträge im Washington County \| 3 \| \| 66 \| Wilcox \| NRHP-Einträge im Wilcox County \| 15 \| \| 67 \| Winston \| NRHP-Einträge im Winston County \| 4 \| \| Summe \| Summe \| Summe \| 1.270 1 \| |                                          |         |
|       | County | Liste der Einträge in das NRHP im County | Anzahl  |
| 1     | Autauga | NRHP-Einträge im Autauga County          | 5       |
| 2     | Baldwin | NRHP-Einträge im Baldwin County          | 62      |
| 3     | Barbour | NRHP-Einträge im Barbour County          | 19      |
| 4     | Bibb | NRHP-Einträge im Bibb County             | 6       |
| 5     | Blount | NRHP-Einträge im Blount County           | 5       |
| 6     | Bullock | NRHP-Einträge im Bullock County          | 4       |
| 7     | Butler | NRHP-Einträge im Butler County           | 31      |
| 8     | Calhoun | NRHP-Einträge im Calhoun County          | 60      |
| 9     | Chambers | NRHP-Einträge im Chambers County         | 10      |
| 10    | Cherokee | NRHP-Einträge im Cherokee County         | 1       |
| 11    | Chilton | NRHP-Einträge im Chilton County          | 3       |
| 12    | Choctaw | NRHP-Einträge im Choctaw County          | 1       |
| 13    | Clarke | NRHP-Einträge im Clarke County           | 21      |
| 14    | Clay | NRHP-Einträge im Clay County             | 2       |
| 15    | Cleburne | NRHP-Einträge im Cleburne County         | 4       |
| 16    | Coffee | NRHP-Einträge im Coffee County           | 5       |
| 17    | Colbert | NRHP-Einträge im Colbert County          | 30      |
| 18    | Conecuh | NRHP-Einträge im Conecuh County          | 4       |
| 19    | Coosa | NRHP-Einträge im Coosa County            | 1       |
| 20    | Covington | NRHP-Einträge im Covington County        | 10      |
| 21    | Crenshaw | NRHP-Einträge im Crenshaw County         | 3       |
| 22    | Cullman | NRHP-Einträge im Cullman County          | 9       |
| 23    | Dale | NRHP-Einträge im Dale County             | 4       |
| 24    | Dallas | NRHP-Einträge im Dallas County           | 32      |
| 25    | DeKalb | NRHP-Einträge im DeKalb County           | 12      |
| 26    | Elmore | NRHP-Einträge im Elmore County           | 13      |
| 27    | Escambia | NRHP-Einträge im Escambia County         | 2       |
| 28    | Etowah | NRHP-Einträge im Etowah County           | 13      |
| 29    | Fayette | NRHP-Einträge im Fayette County          | 3       |
| 30    | Franklin | NRHP-Einträge im Franklin County         | 3       |
| 31    | Geneva | keine NRHP-Einträge                      | –       |
| 32    | Greene | NRHP-Einträge im Greene County           | 35      |
| 33    | Hale | NRHP-Einträge im Hale County             | 20      |
| 34    | Henry | NRHP-Einträge im Henry County            | 3       |
| 35    | Houston | NRHP-Einträge im Houston County          | 9       |
| 36    | Jackson | NRHP-Einträge im Jackson County          | 12      |
| 37    | Jefferson | NRHP-Einträge im Jefferson County        | 170     |
| 38    | Lamar | NRHP-Einträge im Lamar County            | 1       |
| 39    | Lauderdale | NRHP-Einträge im Lauderdale County       | 33      |
| 40    | Lawrence | NRHP-Einträge im Lawrence County         | 11      |
| 41    | Lee | NRHP-Einträge im Lee County              | 26      |
| 42    | Limestone | NRHP-Einträge im Limestone County        | 13      |
| 43    | Lowndes | NRHP-Einträge im Lowndes County          | 4       |
| 44    | Macon | NRHP-Einträge im Macon County            | 14      |
| 45    | Madison | NRHP-Einträge im Madison County          | 85      |
| 46    | Marengo | NRHP-Einträge im Marengo County          | 28      |
| 47    | Marion | NRHP-Einträge im Marion County           | 2       |
| 48    | Marshall | NRHP-Einträge im Marshall County         | 15      |
| 49    | Mobile | NRHP-Einträge im Mobile County           | 137     |
| 50    | Monroe | NRHP-Einträge im Monroe County           | 5       |
| 51    | Montgomery | NRHP-Einträge im Montgomery County       | 64      |
| 52    | Morgan | NRHP-Einträge im Morgan County           | 17      |
| 53    | Perry | NRHP-Einträge im Perry County            | 18      |
| 54    | Pickens | NRHP-Einträge im Pickens County          | 7       |
| 55    | Pike | NRHP-Einträge im Pike County             | 2       |
| 56    | Randolph | NRHP-Einträge im Randolph County         | 3       |
| 57    | Russell | NRHP-Einträge im Russell County          | 24      |
| 58    | Shelby | NRHP-Einträge im Shelby County           | 15      |
| 59    | St. Clair | NRHP-Einträge im St. Clair County        | 10      |
| 60    | Sumter | NRHP-Einträge im Sumter County           | 13      |
| 61    | Talladega | NRHP-Einträge im Talladega County        | 24      |
| 62    | Tallapoosa | NRHP-Einträge im Tallapoosa County       | 9       |
| 63    | Tuscaloosa | NRHP-Einträge im Tuscaloosa County       | 38      |
| 64    | Walker | NRHP-Einträge im Walker County           | 7       |
| 65    | Washington | NRHP-Einträge im Washington County       | 3       |
| 66    | Wilcox | NRHP-Einträge im Wilcox County           | 15      |
| 67    | Winston | NRHP-Einträge im Winston County          | 4       |
| Summe | Summe | Summe                                    | 1.270 1 |